# Kapel van de Houten Lieve Heer
De Kapel van de Houten Lieve Heer is een veldkapel te Heers, gelegen aan Dreefstraat 1.
De kapel is gelegen op een heuvel. Vanaf het Kasteel van Heers voert een holle weg, omzoomd door beuken, erheen. Ze stond in 1843 aangegeven als Chapelle du Château.
Het betreft een klein gebouwtje uit de 18e eeuw, en de plattegrond beschrijft een vierkant met afgeschuinde hoeken. Het dak is klokvormig en bedekt met leien.
Tot aan de Tweede Wereldoorlog (1940) vonden er bedevaarten plaats naar deze kapel door mensen uit Heers, Veulen en Horpmaal. In tijden van droogte werd er dan om regen gebeden.

## Externe bron
- Onroerend erfgoed - Kapel